# Экшен-камера

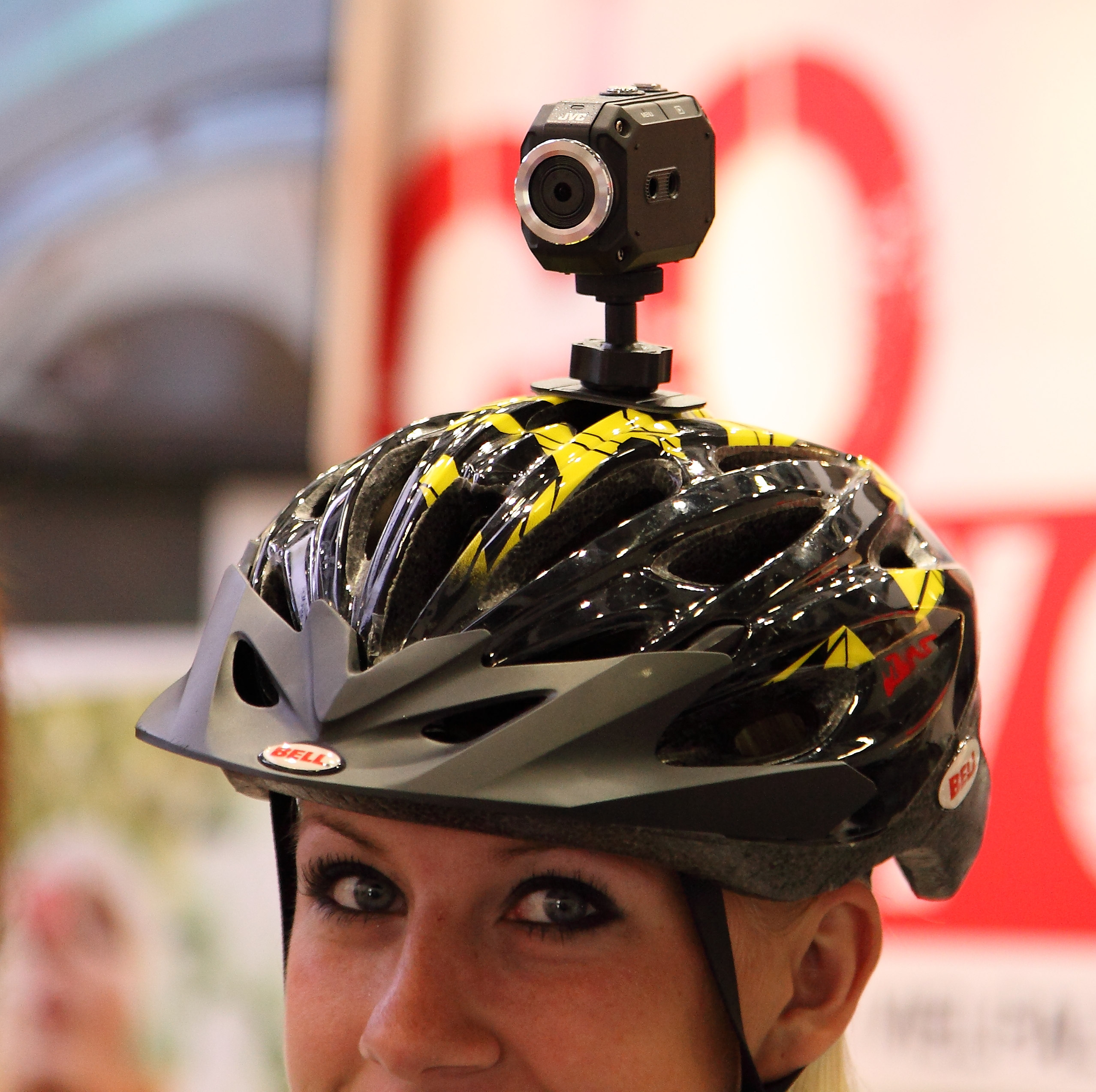
Экшн-камера JVC, закреплённая на шлеме

Экшен-камера, экшн-камера (англ. action camera) — разновидность цифровых видеокамер, специально предназначенных для съёмки в условиях агрессивной окружающей среды и во время движения. Такие камеры отличаются небольшими габаритами и массой и рассчитаны на забрызгивание водой, тряску и удары. Первые экшн-камеры были созданы компанией GoPro, открывшей новое направление в конструировании видеотехники.

## Особенности конструкции
Экшн-камеры собираются в малогабаритном прочном и брызгозащищённом (иногда — водонепроницаемом) корпусе. Большинство из них оснащается сверхширокоугольным объективом типа фикс-фокус с большой глубиной резкости. Такая конструкция при постоянной фокусировке на гиперфокальное расстояние позволяет отказаться от автофокуса, требующего чувствительных к тряске и ударам исполнительных механизмов. Кроме того, большое поле зрения объектива не требует точного кадрирования и наличия видоискателя. Существуют камеры, снабжённые двумя развёрнутыми в противоположные стороны объективами типа «рыбий глаз», обеспечивающими сферический обзор. Автоматическое управление экспозицией и отсутствие настроек объектива позволяет камере работать в необслуживаемом режиме, не отвлекая оператора от других действий. Кроме съёмки цифрового видео стандартов высокой чёткости и даже 4К, большинство экшн-камер пригодны для фотографирования с разрешением до 12 мегапикселей.
Для записи чаще всего используются карты памяти типа Micro SD или встроенная память, а передача данных и зарядка встроенного аккумулятора производится по интерфейсу USB. Наиболее современные модели оснащаются Wi-Fi модулем, предназначенным для управления камерой и передачи ею изображения и звука в режиме онлайн. Большинство камер снабжено креплением, допускающим фиксацию на различные несущие платформы, включая приборные доски автомобилей, защитные шлемы и панорамные головки.
Наиболее широко экшн-камеры используются для съёмки экстремальных видов спорта и в социальной журналистике. Модели, дающие наиболее качественное изображение, ограниченно применяются для съёмки отдельных сцен в постановочном кинематографе. Однако, при создании телесериала «Моими глазами», снимавшегося камерой, закреплённой на голове актёров, от использования экшн-камер отказались из-за недостаточного качества изображения.